# Alain Portes
Alain Portes (Béziers, 31 de outubro de 1961) é um ex-handebolista profissional e treinador francês, medalhista olimpico.
Alain Portes fez parte do elenco medalha de bronze, em Barcelona 1992. Com 4 partidas e 9 gols. Ele treinou a Tunisia, e atualmente treina a Seleção Francesa Feminina.